# Alaksandr Szpileuski
Alaksandr Francawicz Szpileuski (biał. Аляксандр Францавіч Шпілеўскі, ros. Александр Францевич Шпилевский, Aleksandr Francewicz Szpilewski; ur. 28 maja 1953 w Bobrujsku) – radziecki i białoruski funkcjonariusz KGB i polityk, deputowany do Rady Najwyższej Republiki Białorusi XIII kadencji oraz Izby Reprezentantów Republiki Białorusi I i II kadencji, od 2001 roku przewodniczący Państwowego Komitetu Celnego Republiki Białorusi; pułkownik.

## Życiorys

### Młodość i praca
Urodził się 28 maja 1953 roku w mieście Bobrujsk, w obwodzie bobrujskim Białoruskiej Socjalistycznej Republiki Radzieckiej, ZSRR. Ukończył Miński Koledż Architektoniczno-Budowlany, w 1981 roku – Białoruski Uniwersytet Państwowy, uzyskując wykształcenie prawnika, w 1990 roku – Wyższą Szkołę Komitetu Bezpieczeństwa Państwowego ZSRR, stając się oficerem z wyższym wykształceniem specjalnym, oraz Wyższe Kursy KGB ZSRR. Posiada stopień pułkownika i rangę doradcy państwowego służby celnej III klasy.
Pracę rozpoczął jako kamieniarz w Wydziale Budowy Kopalń przedsiębiorstwa „Makiejewszachtstroj” w obwodzie donieckim Ukraińskiej SRR. Służył w szeregach Armii Radzieckiej, a następnie, w latach 1974–1992, w organach KGB ZSRR na różnych stanowiskach. Ostatnim deklarowanym przez niego miejscem służby była funkcja kierownika oddziału w Wydziale ds. Walki z Przestępczością Zorganizowaną. W latach 1992–1996 pracował jako główny kontroler oddziału, kierownik oddziału, kierownik nadzoru, kierownik Zarządu w Izbie Kontroli Republiki Białorusi na miasto Mińsk. W 1995 roku był kierownikiem Urzędu Kontroli Wykorzystania Środków i Własności Państwowej przez Organy Sądowe i Prokuratorskie i Komitet Bezpieczeństwa Państwowego Republiki Białorusi, a także przez Przedsiębiorstwa, Organizacje i Instytucje miasta Mińska Izby Kontroli Republiki Białorusi.

### Działalność parlamentarna
W drugiej turze uzupełniających wyborów parlamentarnych 10 grudnia 1995 roku został wybrany na deputowanego do Rady Najwyższej Republiki Białorusi XIII kadencji z Bobrujskiego-Mińskiego Okręgu Wyborczego Nr 157. 19 grudnia 1995 roku został zarejestrowany przez centralną komisję wyborczą, a 9 stycznia 1996 roku zaprzysiężony na deputowanego. Od 23 stycznia pełnił w Radzie Najwyższej funkcję członka Stałej Komisji ds. Budżetu, Podatków, Banków i Finansów. Był bezpartyjny. Poparł dokonaną przez prezydenta Alaksandra Łukaszenkę kontrowersyjną i częściowo nieuznaną międzynarodowo zmianę konstytucji. 27 listopada 1996 roku przestał uczestniczyć w pracach Rady Najwyższej i wszedł w skład utworzonej przez prezydenta Izby Reprezentantów Zgromadzenia Narodowego Republiki Białorusi I kadencji. Pełnił w niej funkcję zastępcy przewodniczącego Komisji ds. Międzynarodowych i Kontaktów ze Wspólnotą Niepodległych Państw. Zgodnie z Konstytucją Białorusi z 1994 roku jego mandat deputowanego do Rady Najwyższej zakończył się 9 stycznia 2001 roku; kolejne wybory do tego organu jednak nigdy się nie odbyły.
21 listopada 2000 roku został deputowanym do Izby Reprezentantów II kadencji z Bobrujskiego-Leninskiego Okręgu Wyborczego Nr 63. Pełnił w niej funkcję członka tej samej komisji. Wchodził w skład grupy deputackiej „Przyjaciele Bułgarii”. Był deputowanym do Zgromadzenia Parlamentarnego Związku Białorusi i Rosji. Pełnił w nim funkcję członka Komisji ds. Prawodawstwa i Przepisów. Od 8 maja do 24 września 2001 roku pełnił funkcję pomocnika Prezydenta Republiki Białorusi – głównego inspektora na miasto Mińsk. Od 24 września 2001 roku pracował jako przewodniczący Państwowego Komitetu Celnego Republiki Białorusi.

## Życie prywatne
Alaksandr Szpileuski jest żonaty, ma syna i córkę. Jest bezpartyjny.